# فرودگاه ونیز مارکو پولو
فرودگاه ونیز مارکو پولو (به انگلیسی: Venice Marco Polo Airport) (به زبان بومی: Aeroporto di Venezia-Tessera) یک فرودگاه همگانی باربری با کد یاتا VCE است که یک باند فرود آسفالت دارد و طول باند آن ۳۳۰۰ متر است. این فرودگاه در شهر ونیز کشور ایتالیا قرار دارد و در ارتفاع ۲ متری از سطح دریا واقع شده‌است.

## شرکت‌های هواپیمایی و مقصدهای پروازی

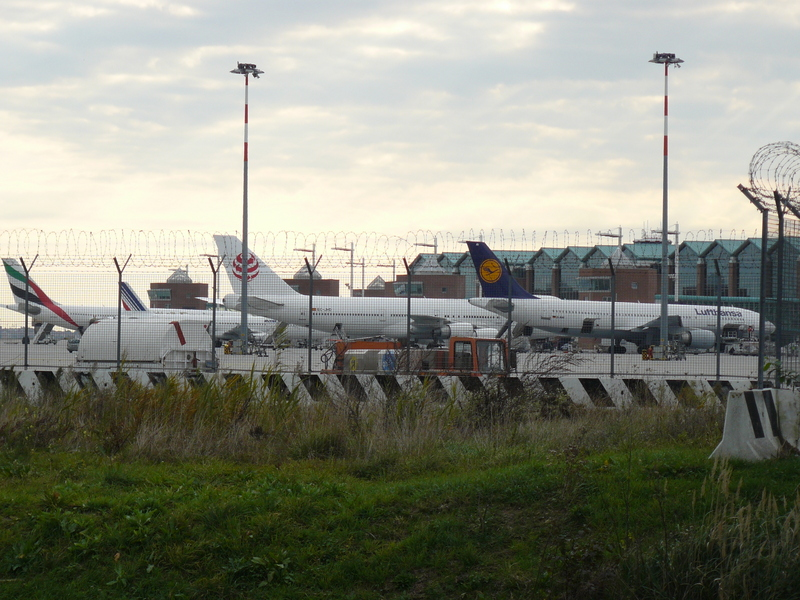
View of the apron

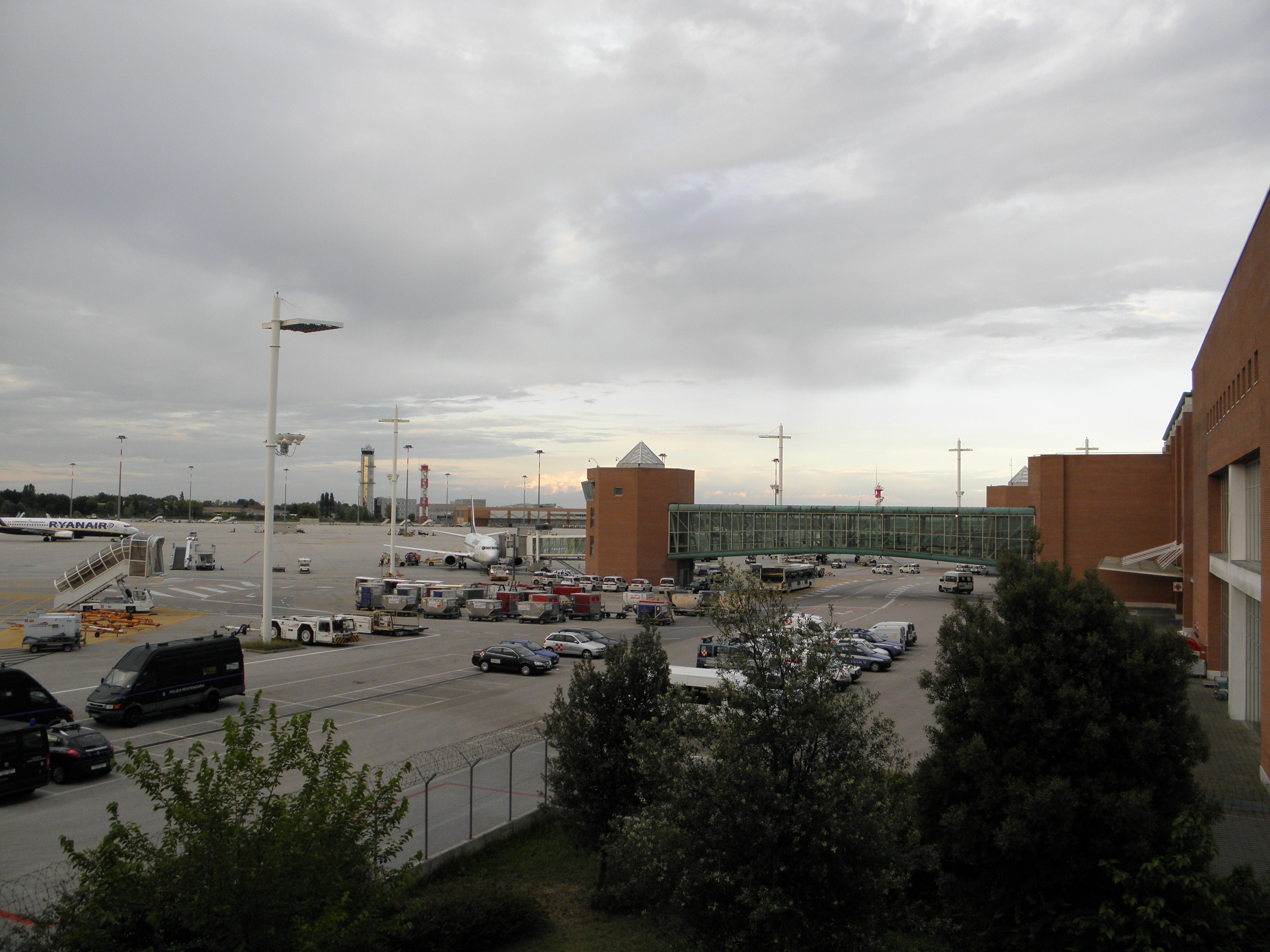
View of the apron

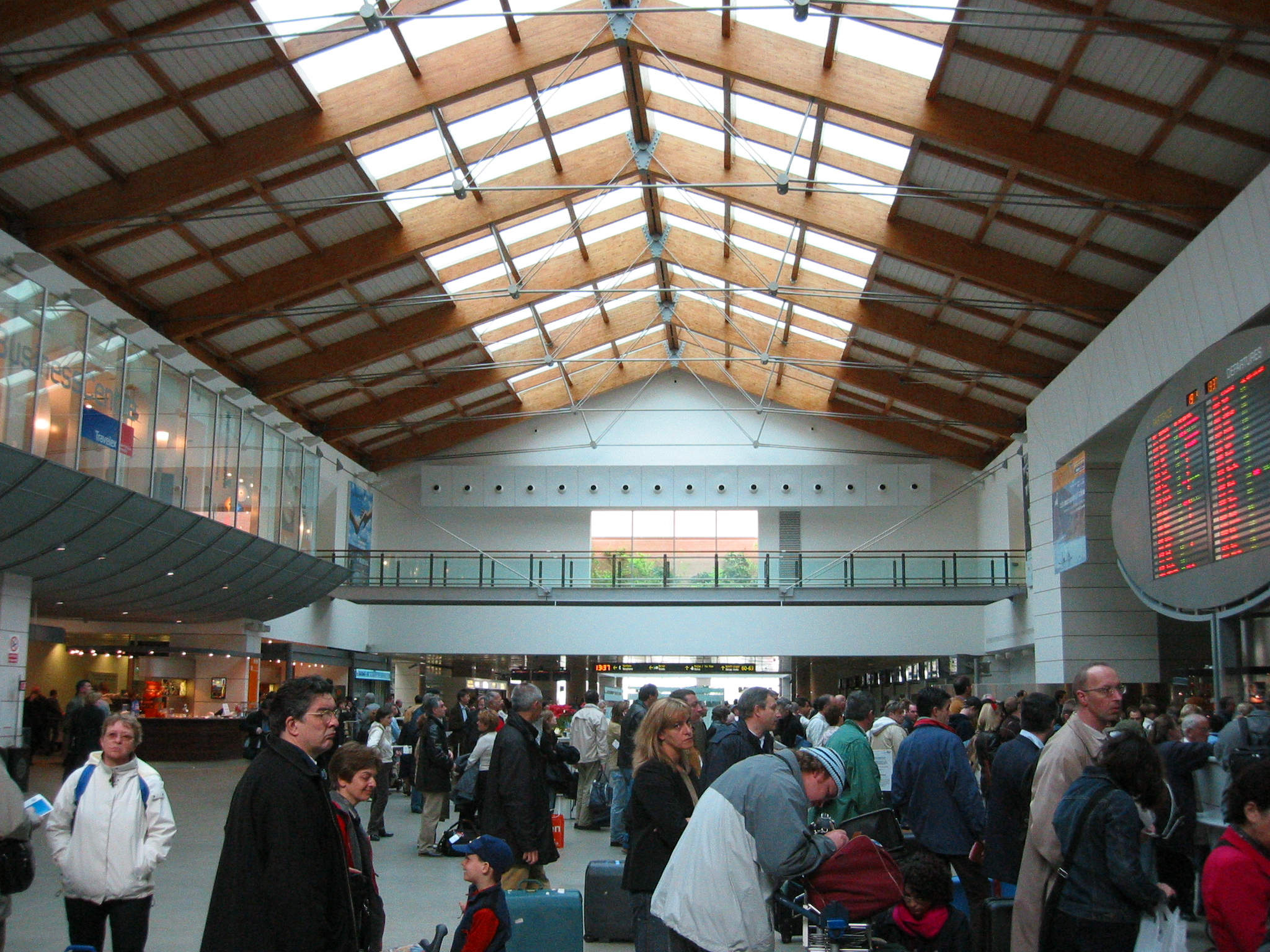
View of the Check-in-area

### مسافری
خطوط هوایی زیر پروازهای منظم و چارتری به و از ونیز دارند:
| شرکت‌های هواپیمایی                                          | مقصدهای پروازی |
| ---------------------------------------------------------- | --- |
| ایجین ایرلاینز                                             | فصلی: آتن، هراکلین، رود |
| ایر لینگاس                                                 | دوبلین |
| آئروفلوت                                                   | شرمتیوو |
| ایر عربیا مغرب                                             | محمد پنجم |
| ایربالتیک                                                  | فصلی: ریگا |
| ایر کانادا روژ                                             | فصلی: مونترآل-پییر الیوت ترودو، پیرسون تورنتو |
| ایر دولومیتی                                               | مونیخ |
| ایر اروپا                                                  | فصلی: بارسلونا-ال پرات |
| ایر فرانس                                                  | شارل دوگل پاریس |
| ایر فرانس اجرا توسط هاپ!                                   | لیون-سینت اگزوپری |
| ایر مولداوا                                                | کیشیناو |
| ایر صربیا                                                  | بلگراد نیکولا تسلا |
| ایر ترانسات                                                | فصلی: مونترآل-پییر الیوت ترودو، پیرسون تورنتو |
| آلبا وینگز                                                 | مادر ترزای تیرانا |
| آلیتالیا                                                   | لئوناردو دا وینچی-فیومیچینو فصلی: کاتانیا-فونتاناروسا، ایبیزا |
| آلیتالیا اجرا توسط آلیتالیا سیتی‌لاینر                      | لئوناردو دا وینچی-فیومیچینو فصلی: ایبیزا |
| امریکن ایرلاینز                                            | فصلی: فیلادلفیا |
| آسیانا ایرلاینز                                            | چارتر فصلی: اینچئون |
| آسترین ایرلاینز                                            | وین |
| شرکت هواپیمایی آرمنیا                                      | فصلی: زوارتنوتس |
| بریتیش ایرویز                                              | گاتویک، هیترو لندن |
| بریتیش ایرویز اجرا توسط بی‌ای سیتی‌فلایر                     | فصلی: لندن سی‌تی چارتر فصلی: ادینبرو، گلاسگو |
| بروکسل ایرلاینز                                            | بروکسل |
| هواپیمایی کرواسی                                           | فصلی: دوبروونیک |
| چک ایرلاینز                                                | پراگ رازیون |
| دلتا ایرلاینز                                              | فصلی: هارتسفیلد-جکسون آتلانتا، جان اف کندی |
| ایزی‌جت                                                     | اسخیپول آمستردام، برلین شونفلد، بوردو–مریگناک، بریستول، بوداپست فرنک لیست (پایان در ۲۸ اکتبر ۲۰۱۷), ادینبرو، هامبورگ، جان پل دوم کراکوف-بالیس، لیل، جان لنون لیورپول (آغاز از ۳۱ اکتبر ۲۰۱۷)، گاتویک، لوتن لندن، لیون-سینت اگزوپری، منچستر، مارسی پروانس، ناپل، نیس کوت دازور، شارل دوگل پاریس، اورلی، پراگ رازیون، اشتوتگارت، بن گوریون (آغاز از ۳۱ اکتبر ۲۰۱۷), تولوز-بلانیاک، زوریخ فصلی: فرتیلیا، کپنهاگ، ایبیزا، منورکا، ملی جزیره میکناس، اولبیا - کاستا اسمرالدا، پالما د مایورکا، ملی سادورینی |
| easyJet Switzerland                                        | بازل-مولوز-فرایبورگ اروپا، ژنو |
| ال عال                                                     | بن گوریون |
| هواپیمایی امارات                                           | دوبی |
| Ernest Airlines                                            | مادر ترزای تیرانا |
| هواپیمایی اتحاد                                            | فصلی: ابوظبی |
| یورو وینگز اجرا توسط جرمن‌وینگز                             | کلن بن، دوسلدورف فصلی: هامبورگ |
| فن‌ایر                                                      | فصلی: هلسینکی |
| FlyOne                                                     | کیشیناو |
| فلای‌بی اجرا توسط استوبارت ایر                              | فصلی: جنوبی لندن |
| ایبریا ایرلاین                                             | مادرید-باراخاس |
| جت۲.کام                                                    | فصلی: ادینبرو، لیدز برادفورد، منچستر |
| کاال‌ام                                                     | اسخیپول آمستردام |
| لوت پولیش ایرلاینز                                         | شوپن ورشو |
| لوفت‌هانزا                                                  | فرانکفورت، مونیخ |
| لوکزایر                                                    | فصلی: لوگزامبورگ - فیندل |
| مریدیانا                                                   | فصلی: ایبیزا، اولبیا - کاستا اسمرالدا |
| Neos                                                       | فصلی: ایبیزا، منورکا |
| نروجین ایر شاتل                                            | فصلی: کپنهاگ، هلسینکی، گاردرموئن اسلو، استکهلم-آرلاندا |
| پریمرا ایر                                                 | فصلی: بیلاند |
| هواپیمایی قطر                                              | حمد |
| هواپیمایی پادشاهی مراکش                                    | محمد پنجم |
| رایان‌ایر                                                   | بریستول، بارسلونا-ال پرات (آغاز از ۲۹ اکتبر ۲۰۱۷) |
| هواپیمایی اسکاندیناوی                                      | فصلی: کپنهاگ، استکهلم-آرلاندا |
| سوئیس اینترنشنال ایرلاینز اجرا توسط سوئیس گلوبال ایر لاینز | زوریخ |
| تاپ پرتغال                                                 | لیسبون پورتلا |
| Thomas Cook Airlines                                       | چارتر فصلی: منچستر |
| Thomson Airways                                            | فصلی: گاتویک، منچستر |
| ترانساویا.کام                                              | روتردام دی‌هیگ |
| ترنسویا فرانس                                              | اورلی فصلی: لیل، نانت آتلانتیک |
| تونس ایر                                                   | تونس قرطاج |
| ترکیش ایرلاینز                                             | آتاترک |
| هواپیمایی بین‌المللی اوکراین                                | بوریسپیل فصلی: ایوان-فرانکیوسک |
| یونایتد ایرلاینز                                           | فصلی: لیبرتی نیوآرک |
| اورال ایرلاینز                                             | دوموده‌دوو |
| ولوتی                                                      | باری، بوردو–مریگناک، کاتانیا-فونتاناروسا، مارسی پروانس، نانت آتلانتیک، پالرمو، تولوز-بلانیاک، سانتاندر فصلی: آلیکانته-الچه، آتن، آستوریاس، آلیکانته-الچه، بیلبائو، بریندیسی، کگلیاری-الماس، کورفو، دوبروونیک، هراکلین، سفلوونیا، جزیره کوس، لامتزیا ترمه، لمپیدوسا، مالاگا، ملی جزیره میکناس، اولبیا - کاستا اسمرالدا، پالما د مایورکا، پانته لریا، پراگ رازیون، ملی اکتیون، رود، سمس، ملی سادورینی، ملی جزیره اسکیاتوس، اسپلیت، استراسبورگ، زاکینثوس                                                  |
| ویولینگ                                                    | بارسلونا-ال پرات، شارل دوگل پاریس |

### باری
| شرکت‌های هواپیمایی      | مقصدهای پروازی                                            |
| ---------------------- | --------------------------------------------------------- |
| ASL Airlines Belgium   | بروکسل                                                    |
| ای‌اس‌ال ایرلاینز ایرلند | استانستد لندن، شارل دوگل پاریس                            |
| دی‌اچ‌ال اوییشن          | هیترو لندن، لایپزیگ/هال                                   |
| یوپی‌اس ایرلاینز        | کلن بن، چمپینو، رم                                        |
| ولگا-نپر ایرلاینز      | دوموده‌دوو، شرمتیوو، ونوکووا، اولیانوفسک ووستوچنی، یملیانو |